# Ingienier-Piatina
Ingienier-Piatina (ros. Ингенер-Пятина) – wieś (sieło) w Rosji, w Mordowii, w rejonie staroszajgowskim. W 2021 liczyła 186 mieszkańców.